# فرندل مستدق

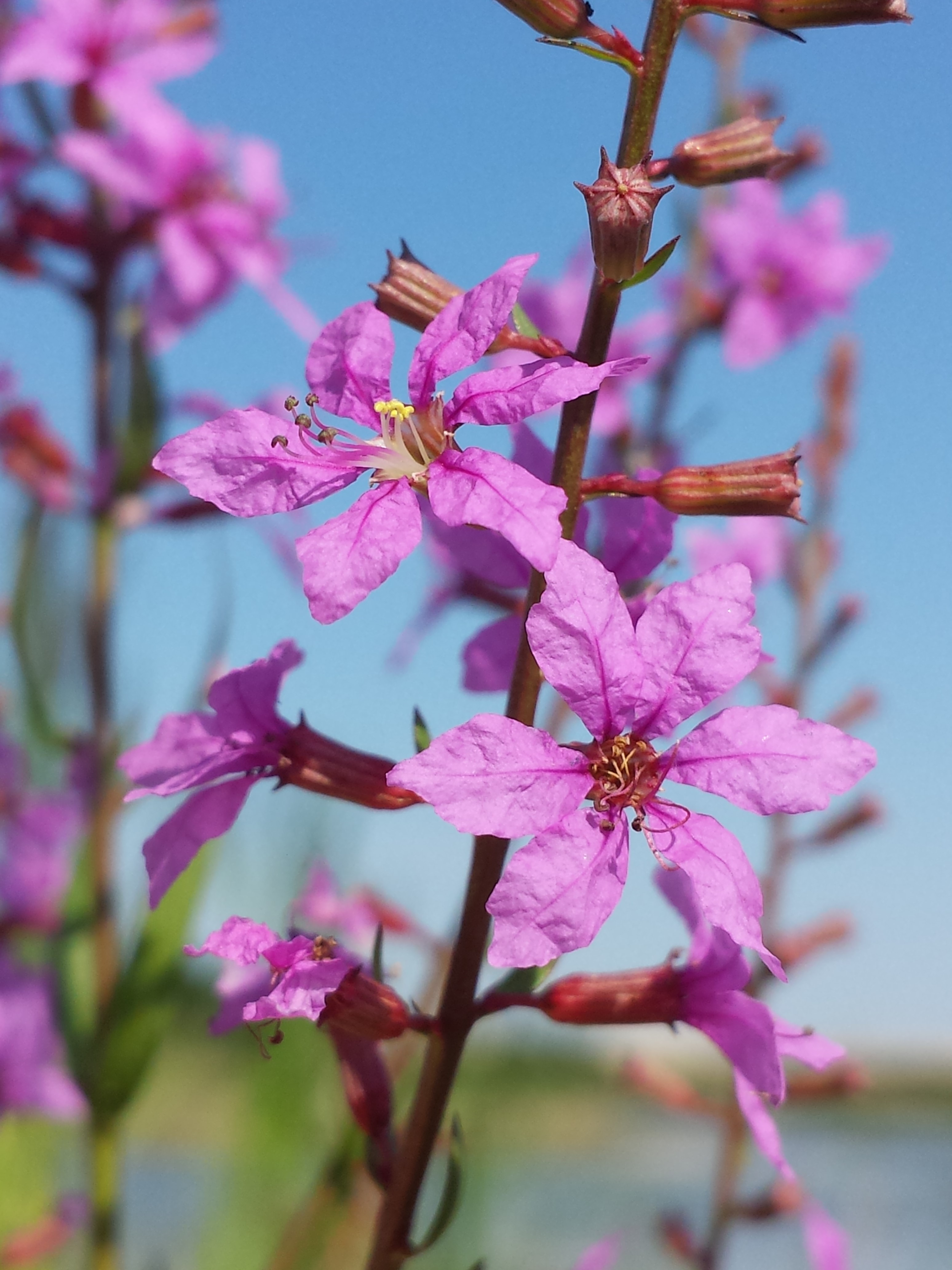
الإزهار

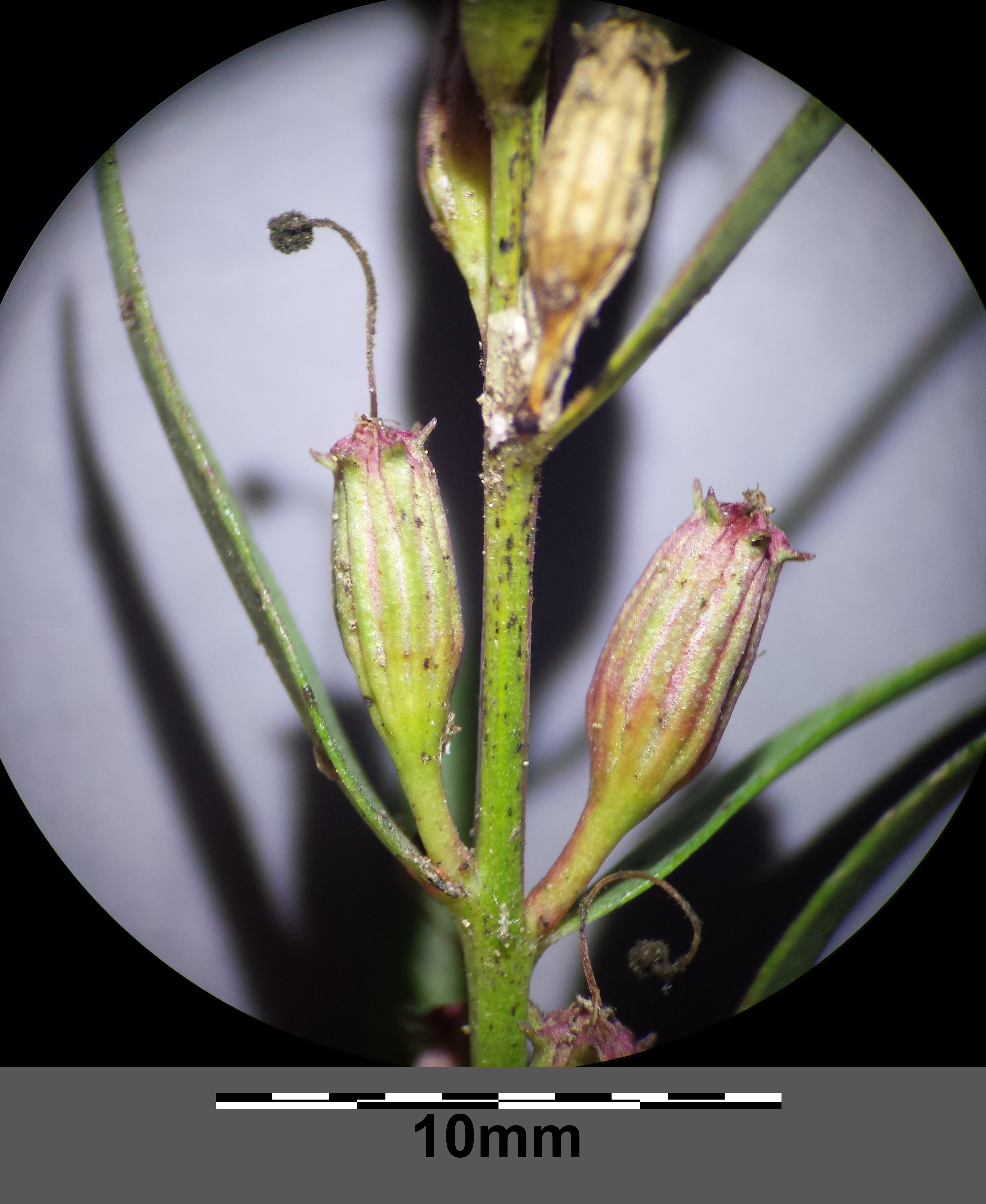
الثمار

الفَرَندل المُستدق هو هو نوع نباتي من جنس الفرندل في الفصيلة الحنائية.